# Lansing (villa)
Lansing es una villa ubicada en el condado de Tompkins en el estado estadounidense de Nueva York. En el año 2000 tenía una población de 3,417 habitantes y una densidad poblacional de 286 personas por km².

## Geografía
Lansing se encuentra ubicada en las coordenadas 42°29′16″N 76°29′10″O / 42.48778, -76.48611.

## Demografía
Según la Oficina del Censo en 2000 los ingresos medios por hogar en la localidad eran de $38,185, y los ingresos medios por familia eran $48,167. Los hombres tenían unos ingresos medios de $41,650 frente a los $31,181 para las mujeres. La renta per cápita para la localidad era de $29,047. Alrededor del 12.3% de la población estaban por debajo del umbral de pobreza.